# III. třída okresu Prachatice 2003/2004
V soubojích fotbalové II. třídy okresu Prachatice 2003/2004, jedné ze skupin 8. nejvyšší fotbalové soutěže, se utkalo 12 týmů dvoukolovým systémem podzim – jaro. Tento ročník skončil v červnu 2004. Postup do II. třídy okresu Prachatice 2004/2005 si zajistily první dva týmy Šumavan Vimperk a SK Vacov „B“, nikdo nesestoupil - jedná se o nejnižší soutěž.

## Výsledná tabulka
| Poř. | Tým                      | Z  | V  | R | P  | VG | OG  | B  |
| ---- | ------------------------ | -- | -- | - | -- | -- | --- | -- |
| 1.   | Šumavan Vimperk          | 22 | 15 | 4 | 3  | 54 | 25  | 49 |
| 2.   | SK Vacov „B“             | 22 | 15 | 2 | 5  | 79 | 32  | 47 |
| 3.   | TJ Hraničář Borová Lada  | 22 | 13 | 3 | 6  | 76 | 37  | 42 |
| 4.   | TJ Zbytiny               | 22 | 12 | 3 | 7  | 66 | 36  | 39 |
| 5.   | FC Šumavské Hoštice „B“  | 22 | 12 | 1 | 9  | 46 | 48  | 37 |
| 6.   | SK Stožec                | 22 | 9  | 3 | 10 | 53 | 43  | 30 |
| 7.   | TJ Vltava Horní Vltavice | 22 | 9  | 3 | 10 | 47 | 44  | 30 |
| 8.   | TJ Dub                   | 22 | 9  | 3 | 10 | 59 | 43  | 30 |
| 9.   | SK Ktiš                  | 22 | 9  | 2 | 11 | 60 | 52  | 29 |
| 10.  | TJ Tatran Volary „B“     | 22 | 8  | 3 | 11 | 52 | 60  | 27 |
| 11.  | SK Schott Husinec        | 22 | 6  | 0 | 16 | 23 | 94  | 18 |
| 12.  | Sokol Javorník           | 22 | 1  | 1 | 20 | 19 | 120 | 4  |

Poznámky:
- Z = Odehrané zápasy; V = Vítězství; R = Remízy; P = Prohry; VG = Vstřelené góly; OG = Obdržené góly; B = Body; (S) = Mužstvo sestoupivší z vyšší soutěže; (N) = Mužstvo postoupivší z nižší soutěže (nováček)

|  | Postup do II. třídy okresu Prachatice 2004/2005 |